# Franz Jalics
Franz Jalics (węg. Ferenc Jálics; ur. 16 listopada 1927 w Budapeszcie, zm. 13 lutego 2021 tamże) – węgierski duchowny rzymskokatolicki, ksiądz, jezuita, autor literatury katolickiej.
Po II wojnie światowej wyjechał z okupowanych przez sowietów Węgier, do Niemiec aby wstąpić do Towarzystwa Jezusowego. Studiował filozofię w Niemczech i Belgii. Następnie wyjechał do Ameryki Południowej, gdzie wykładał teologię i dogmatykę w Chile i Argentynie.

## Działalność w Argentynie i porwanie
W Argentynie prowadził działalność socjalną wśród mieszkańców ubogich dzielnic. W 1976 został uprowadzony przez Szwadrony śmierci działające na zlecenie junty wojskowej, wraz z innym zakonnikiem – Orlando Yorio. Jezuici byli więzieni przez kolejne 5 miesięcy i poddawani torturom. Jalics podejrzewany był przez swoich oprawców o szpiegostwo na rzecz ZSRR. O aresztowaniu duchownych został poinformowany Ojciec Generał Pedro Arrupe. Zarówno Jalics i Orlando Yorio zostali wykluczeni z zakonu jezuitów, później zaproponowano im przywrócenie, z którego skorzystał tylko Jalics.
Sprawa stała się powszechnie znana ze względu na zaangażowanie w uwolnienie jezuitów i oskarżenia wysuwane w tej sprawie, w stosunku do ówczesnego prowincjała argentyńskiego zakonu jezuitów – Jorge Mario Bergoglio, późniejszego papieża Franciszka. Po uwolnieniu Orlando Yorio twierdził, że to właśnie ojciec Bergoglio zadenuncjował jego i Jalicsa, Szwadronom śmierci. Jalics z kolei nie zabrał głosu w sprawie i wyjechał do klasztoru w Niemczech.
Domniemaną współpracę kardynała Bergoglia z juntą opisał Horacio Verbitsky w książce El Silencio: de Paulo VI a Bergoglio: las relaciones secretas de la Iglesia con la ESMA (Cisza. Paweł VI i Bergoglio. Tajne stosunki Kościoła z ESMA. Reportaż oparty został m.in. na relacji Franza Jalicsa. Sam Jalics twierdzi w swojej książce Rekolekcje kontemplatywne, że „z jednym współbratem zakonnym” w slumsach pracowali i żyli za zgodą przełożonych, posłani tam przez nich. Miał też w swoich rękach 30 dokumentów stwierdzających kto doniósł na nich wojskowym, że są terrorystami. Jedynym dokumentem źródłowym, mającym posłużyć za dowód rzekomej współpracy Bergoglia z juntą, w którym kardynał jest wymieniony z nazwiska, wykorzystanym w książce Verbitsky'ego jest wzmianka urzędnika MSZ o tym, że kardynał sugerował, aby nie dawać Jalicsowi zgody na przedłużenie ważności paszportu podczas pobytu zagranicznego.
Kilka dni po wyborze papieża, 15 marca 2013 roku, rzecznik Watykanu Federico Lombardi ustosunkował się do stawianych Bergogliowi zarzutów o związki z juntą i przedstawił oficjalne stanowisko Watykanu. Lombardi oświadczył, że wszelkie zarzuty są bezpodstawne, a kampania przeciwko Bergogliowi jest znana i była prowadzona od wielu lat. Dodał, że istnieją „liczne relacje, które ukazują, ile Bergoglio uczynił, by ochronić wiele osób w czasach dyktatury wojskowej”, oraz doprowadził do przeproszenia przez argentyński Kościół za to, że ten nie poczynił wystarczających kroków w czasach tak zwanej brudnej wojny.
20 marca 2013 roku Franz Jalics opublikował na stronach internetowych swojego zakonu oświadczenie, w którym zaprzecza informacjom jakoby on i jego brat zakonny Orlanda Yorio byli zadenuncjowani przez ówczesnego prowincjała, ojca Jorge Bergoglio. Jalics oświadczył, że pierwotnie skłaniał się do takich podejrzeń, ale po licznych późniejszych wyjaśnieniach i rozmowach uznał, że podejrzenia te nie miały podstaw.

## Kontemplacja
Ważnym wydarzeniem, które ukształtowało myślenie o. Franza Jalicsa o modlitwie, było jego uprowadzenie i uwięzienie przez Szwadrony śmierci. To doświadczenie izolacji i zagrożenia życia zainspirowało go do głębszej refleksji nad istotą kontemplacji i obecności Boga w codziennym życiu. Po odzyskaniu wolności o. Jalics wrócił do Europy, gdzie rozwijał swoją metodę medytacji i zaczął prowadzić rekolekcje kontemplacyjne. Jego metoda była szczególnie popularna w Niemczech i Austrii, gdzie działał przez wiele lat. Organizował tygodniowe lub dłuższe okresy odosobnienia, podczas których uczestnicy praktykowali milczenie, uważność i kontemplacyjną modlitwę. 
Metoda kontemplacji o. Franza Jalicsa zyskała szerokie uznanie nie tylko w kręgach katolickich, ale również poza nimi, ze względu na jej prostotę i uniwersalność. Jest ona dostępna dla osób na różnych etapach duchowej drogi i nie wymaga specjalistycznej wiedzy teologicznej. O. Jalics pozostawił po sobie liczne pisma, w tym książki poświęcone modlitwie i kontemplacji, które są szeroko wykorzystywane w rekolekcjach i przez osoby praktykujące duchowość kontemplacyjną. Jego książka "Kontemplacja. Wprowadzenie do modlitwy uważności" jest uważana za kluczowe dzieło opisujące jego metodę modlitwy.
Metoda kontemplacji o. Franza Jalicsa, często nazywana po prostu "modlitwą kontemplacyjną", skupia się na prostocie oraz pełnym otwarciu na obecność Boga. Opiera się ona na kilku kluczowych elementach:
1. Odpowiednia postawa, oddychanie i świadomość ciała – kontemplacja według o. Jalicsa jest głęboko związana z uważnością. Modlitwa nie jest wyłącznie ćwiczeniem umysłu, ale także ciała, co prowadzi do pełnej obecności w chwili modlitwy. Podczas kontemplacji należy przyjąć postawę z wyprostowanym kręgosłupem. Zaczynając kontemplację można chwilę poświęcić na skanowanie ciała lub obserwację oddechu, aby zakorzenić się w chwili obecnej. Przez cały czas trwania kontemplacji należy pozostawać w zauważeniu środka swoich dłoni.
2. Intencja – zaczynając kontemplację należy wzbudzić w sobie intencję pełnego oddania siebie Bogu.
3. Słowo modlitwy – jednym z kluczowych narzędzi modlitwy kontemplacyjnej według o. Jalicsa jest powtarzanie prostego słowa modlitwy, co pomaga skupić się na obecności Boga i zharmonizować rytm modlitwy z oddechem. To słowo pełni funkcję kotwicy, która pozwala umysłowi powracać do modlitwy, kiedy pojawiają się rozproszenia.
4. Otwartość na obecność Boga – o. Jalics podkreślał, że kontemplacja nie jest aktem myślenia ani intelektualnej analizy, ale raczej aktem otwarcia na rzeczywistość obecności Boga[13].